# Округ Цешанув
Округ Цешанув (нем. Bezirk Cieszanów, Цешановский уезд, пол. Powiat cieszanowski) — административная единица коронной земли Королевства Галиции и Лодомерии в составе Австро-Венгрии, существовавшая в 1867—1918 годах. Административный центр — Цешанув.
Площадь округа в 1879 году составляла 11,8545 квадратных миль (682,11 км2), а население 63 817 человек. Округ насчитывал 82 населённых пунктов, организованные в 68 кадастровых муниципалитета. На территории округа действовало 2 районных суда — в Цешануве и Любачуве.
В течение 1915 года уезд входил в состав Перемышльской губернии, образованной на занятой русскими войсками территории Австро-Венгрии.
После Первой мировой войны округ вместе со всей Галицией отошёл к Польше.